# Mongoliska ishockeyfederationen
Mongoliska ishockeyfederationen ordnar med organiserad ishockey i Mongoliet. Mongoliet inträdde den 15 maj 1999 i IIHF. Man bedriver bland annat det mongoliska herrlandslag som debuterade i världsmästerskapets Division III 2007.

### Fotnoter
1. ↑  ”Mongolia”. International Ice Hockey Federation. http://www.iihf.com/iihf-home/countries/mongolia.html. Läst 9 april 2012.